# 彭明治
彭明治（1905年4月6日—1993年5月10日），又名明径，号课农。中国人民解放军中将，1955年获一级八一勋章、一级独立自由勋章、一级解放勋章，1988年获一级红星功勋荣誉章。

## 生平
1924年黄埔一期毕业。1925年东征中加入了中国共产党。1926年5月在叶挺独立团任见习排长。1927年1月，任代连长。1927年8月1日参加南昌起义，任第11军25师73团第1营2连连长。1927年10月初，在三河坝战斗中该连几乎全部阵亡，彭明治左腿受重伤昏迷。醒来后与部队失去联系，于1928年1月返回老家。去粤北寻找南昌起义部队，但没找到，辗转到桂阳投到第52师第3团第4连当兵。
1930年8月下旬，红军攻打长沙。彭明治在长沙郊区跳马杆镇担任前哨警戒，带着本班9人起义，参见了红三军。1930年冬重新入党。历任班长、排长、连长，1931年9月任红三军红七师第19团副团长。1936年12月任红一军团红一团副团长，升任红一师参谋长。
抗日战争时期，任八路军115师343旅685团团参谋长。1938年7月升任团长。不久685团改编为八路军苏鲁豫支队，任支队长。支队从2700余人发展到1万余人。1940年8月，苏鲁豫支队编为八路军第五纵队第一支队，南下增援黄桥战役中的新四军与陈毅、粟裕部会师。彭明治部改编为八路军一一五师教导第一旅，任旅长。1941年1月皖南事变后，教导第一旅改编为新四军第三师第七旅，任旅长。1943年在与日军作战中第七旅打出了著名的“刘老庄连”。
1945年日本投降后，率部随新四军三师开赴东北。参加了秀水河子战斗。四平保卫战中，新四军三师第七旅阵亡4000人。战后，彭明治因患有严重的肺结核，多次吐血，被送到佳木斯治疗。休养至1948年9月，东北野战军成立第二兵团，彭明治被任命为第二兵团副司令员，12月份到职。1949年3月，第二兵团改称第十三兵团，彭明治为第十三兵团第二副司令员兼参谋长、广西军区副司令员。
1949年11月，彭明治被调到中央人民政府外交部，与耿飚、姬鹏飞、黄镇、韩念龙等人一道成为中华人民共和国首批驻外大使，史称“将军大使”。1950年6月，彭明治担任中国驻波兰大使。1952年4月回国，任河北省军区司令员。
1955年，彭明治被授予中将军衔。1957年，被任命为中国人民解放军武装力量监察部副部长，以休养为主。1960年，正式离职休养。